# Cratere Margaris
Margaris è un cratere sulla superficie di Giapeto.